# Anis Ayari
Anis Ayari (in arabo أنيس العياري‎?; Lazhar, 16 febbraio 1982) è un ex calciatore tunisino.

## Palmarès

### Club

#### Competizioni nazionali
- Coppa di Tunisia: 1

Stade Tunisien: 2002-2003
- Coupe de la Ligue Professionelle: 1

Stade Tunisien: 2001-2002

#### Competizioni internazionali
- CAF Champions League: 1

Étoile du Sahel: 2007
- Supercoppa CAF: 1

Étoile du Sahel: 2008